# 阿特里库尔
阿特里库尔（法語：Attricourt，法語發音：[atʁikuʁ]）是法国上索恩省的一个市镇，属于沃苏勒区。

## 地理
阿特里库尔（47°29'1"N, 5°23'26"E）面积6.08 平方千米，位于法国勃艮第-弗朗什-孔泰大區上索恩省，该省份为法国东部内陆省份，北起顺时针与孚日省、贝尔福地区省、杜省、汝拉省、科多尔省和上马恩省接壤。
与阿特里库尔接壤的市镇（或旧市镇、城区）包括：万雅讷河畔圣塞纳、万雅讷河畔利塞、当皮埃尔和弗莱、方丹弗朗赛斯、布鲁瓦莱卢和韦尔方丹、勒耶。

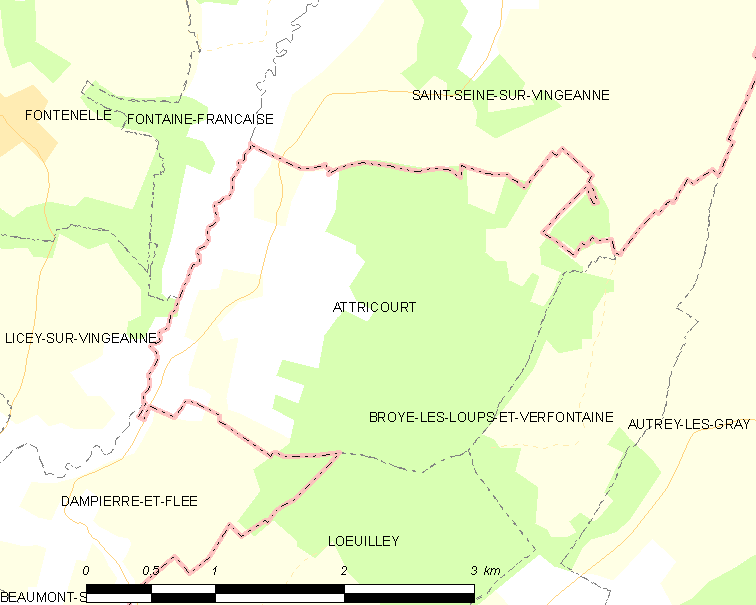
阿特里库尔的OSM定位图

阿特里库尔的时区为UTC+01:00、UTC+02:00（夏令时）。

## 行政
阿特里库尔的邮政编码为70100，INSEE市镇编码为70032。

## 政治
阿特里库尔所属的省级选区为萨隆河畔当皮埃尔县。

## 人口

1962-2008年间阿特里库尔人口变化图示

阿特里库尔于2022年1月1日时的人口数量为47人。